# Abahlali baseMjondolo

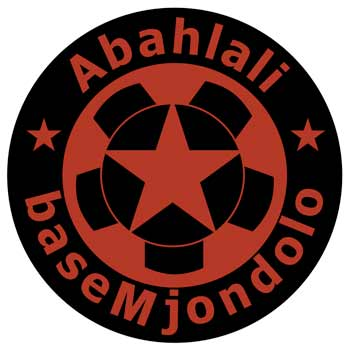
logo

Abahlali baseMjondolo is een Zuid-Afrikaanse organisatie bestaande uit sloppenwijkbewoners, voornamelijk uit de stad Durban en de omliggende gebieden. De beweging verdedigt de belangen van de sloppenwijkbewoners. Hoewel er in Zuid-Afrika meerdere bewegingen bestaan die de belangen van sloppenwijkbewoners behartigen, wordt Abahlali baseMjondolo als de grootste beschouwd. De beweging wil onafhankelijk van de partij-politiek functioneren en boycot vaak de verkiezingen.